# Cyrebia niesiolowskii
Cyrebia niesiolowskii är en fjärilsart som beskrevs av Kocak 1987. Cyrebia niesiolowskii ingår i släktet Cyrebia och familjen nattflyn. Inga underarter finns listade i Catalogue of Life.